# Грб Марока
Грб Марока је званични хералдички симбол афричке државе Краљевине Мароко. Грб је усвојен 14. августа 1957. године.

## Опис
Грб се састоји од штита на којем се налази зелени пентаграм на црвеној позадини (као на застави Марока), изнад којег се налази планина Атлас и излазеће сунце. Изнад штита је краљевска круна, а са страна два лава. Испод штита је цитат из Курана: (Помози Богу и он ће теби).